# 的場簡易郵便局
的場簡易郵便局（まとばかんいゆうびんきょく）は、かつて山形県に存在した簡易郵便局である。局番号は85750。

## 概要
住所：〒990-2371 山形県山形市村木沢345番地 - 北緯38度15分4秒 東経140度15分51秒 / 北緯38.25111度 東経140.26417度
有線電話がないため郵便貯金オンライン網が整備されず、最後まで為替貯金事務を昔ながらの手作業で処理していた。
受託者は山形農業協同組合であった。建物は山形農業協同組合村木沢支所と併設していた。
2005年3月31日の営業をもって、オフライン局は消滅した。
廃止後、跡地はむらきざわ児童クラブが入居していたが、現在は空き家で建物は存在している。

### 沿革
- 1966年（昭和41年）3月16日 - 設置。
- 2005年（平成17年）4月1日 - 一時閉鎖[1]。
- 2007年（平成19年）4月30日 - 廃止。

## アクセス
- 国道458号